# París-Roubaix 1924
La París-Roubaix 1924 fou la 25a edició de la París-Roubaix. La cursa es disputà el 6 d'abril de 1924 i fou guanyada pel belga Jules van Hevel. Es desconeix la posició exacta dels 23 ciclistes que finalitzaren la cursa a partir de la setena posició.

## Classificació final
|   | Ciclista        | Equip           | Temps |
| - | --------------- | --------------- | ----- |
| 1 | Jules van Hevel | Wonder          |       |
| 2 | Maurice Ville   | -               |       |
| 3 | Félix Sellier   | Alcyon-Dunlop   |       |
| 4 | Nicolas Frantz  | Alcyon - Dunlop |       |
| 5 | Henri Pélissier | Automoto        |       |
| 6 | Robert Gerbaud  | -               |       |
| 7 | Gaston Degy     | Griffon         |       |